# In medias res

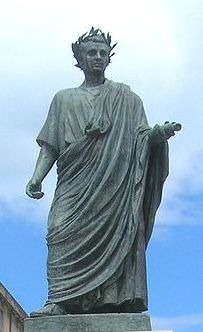
Aprovecha lo que tienes

In medias res (latín: ‘hacia la mitad de las cosas’) es una técnica literaria donde la narración comienza en medio de la historia, en vez de en el comienzo (ab ovo o ab initio); o en la menos probable y poco utilizada in extremis (la narración se empieza por el final, empieza por el desenlace de la historia). Si se ha de completar el vacío argumental que deja este comienzo abrupto —puesto que no se completa en todos los casos— los protagonistas, lugares y las acciones o sucesos son descritos a través de escenas retrospectivas.

## Funciones
Comenzar una historia por la mitad, especialmente con una escena impactante, es una estrategia narrativa excelente para conseguir interesar a un auditorio que, si hubiera tenido que enfrentarse a un orden lineal (más adecuado para la exposición histórica y no para la narrativa) sin saber qué se podía esperar, no hubiera soportado cómodamente la larga presentación de los personajes y la pintura de los ambientes, elementos necesarios para desarrollar la historia que suelen figurar al principio y cuya extensión y carácter siempre es algo tedioso e inanimado. Anticipar algo de lo más principal e interesante que ocurrirá es, así, una forma astuta de incitar el interés del oyente a fin de que resista mejor el verdadero principio, que inmediatamente después referirá el marco espaciotemporal de la acción y describirá los personajes antes de iniciar la acción propiamente dicha y desarrollar el argumento.

## En literatura griega y romana
La expresión proviene del Arte poética o Epistula ad Pisones de Horacio. Ejemplos de esta técnica pueden encontrarse en la Eneida de Virgilio, o la Ilíada y la Odisea de Homero. La Eneida empieza cuando Juno intenta impedir que Eneas llegue a Italia por medio de la ayuda de Eolo (el dios de los vientos). Entonces Eneas y sus compañeros llegan a Líbia, en la cual reina Dido. Eneas y Dido se enamorarán y en un encuentro Dido le pregunta sobre lo que le ha pasado anteriormente, como ha llegado hasta allí. Así es como Eneas se remonta en el pasado y cuenta la toma de Troya y su partida desde allí. En el caso de la Ilíada, la historia comienza con la disputa entre Agamenón y Aquiles. Y, finalmente, la Odisea empieza contando lo que pasa en Ítaca mientras Ulises no está.

## En literatura española
Uno de los recursos externos o extratextuales del Romancero viejo es el in medias res: gran parte de los romances comienzan de lleno en el conflicto o nudo. Este recurso está ligado al fragmentarismo de las composiciones en un principio (cuando son orales), y a una técnica deliberada después (cuando se escriben). Por ejemplo, el Cantar del mio Cid carece de su comienzo (su primer folio) y, por eso, comienza in media res.
Actualmente, in medias res es un uso o manipulación de la historia en todos los planos narrativos.

## Orígenes del término
Los términos in medias res y Ab ovo (este último literalmente significa ‘desde el huevo’) siguen ambos las denominaciones usadas en Ars Poetica de Horacio, donde «desde el huevo» hace alusión a Helena de Troya, nacida de uno de los dos huevos que puso Leda.